# Франце Авчин
Франце Авчин (6. октобра 1910 – 21. фебруара 1984.) је био словеначки инжењер електротехнике, проналазач и стручњак за безбедност у планинама. Био је први председник Алпског савеза Словеније након Другог светског рата. Такође је био страсни ловац и еколог.

## Живот
Авчин је рођен у Љубљани 1910. године. Дипломирао је електротехнику 1935. године на Универзитету у Љубљани, где је неко време пре Другог светског рата и радио. 1943. придружио се партизанима и вратио се на универзитет након рата. Умро је у Љубљани 1984. године, а сахрањен у долини Тренте у Јулијским Алпима . 

## Посао
Авчин је био проналазач, планинар, горски спасилац и политичар. Био је службеник Међународне пењачко-планинарске федерације, хваљен због свог знања и рада на планинарској опреми. Написао је бројне чланке, чланке и књиге како о електротехници, тако и о сигурности на планинама. 1960. је у Паризу с успехом предложио да се Тесла користи као СИ јединица снаге магнетног поља .
Авчинови проналасци укључују магнетно језгро са променљивим ваздушним размаком, побољшање магнетних сочива електронског микроскопа, електронски брзи мерач на даљину и мерач за мерење путање балистичких пројектила . Он и његов сарадник Антон Јеглич такође су измислили лавински светионик који емитује на фреквенцији 108 MHz који је емитовао звук детлића . У њихову част сви лавински светионици у Словенији названи су „детлић“ ( словен. žolna  , множина: žolne ).

## Признања
1964. године награђен је Левстиковом наградом за књигу о страсти према планинама Кјер тишина шепета . 